# Aconitum semilasianthum
Aconitum semilasianthum är en ranunkelväxtart som beskrevs av Joseph Friedrich Nicolaus Bornmüller. Aconitum semilasianthum ingår i släktet stormhattar, och familjen ranunkelväxter. Inga underarter finns listade i Catalogue of Life.